# Verwaltungsgemeinschaft Kölleda
De Verwaltungsgemeinschaft Kölleda  in het landkreis Sömmerda in de Duitse deelstaat Thüringen is een gemeentelijk samenwerkingsverband waarbij zeven gemeenten zijn aangesloten. Het bestuurscentrum bevindt zich in de stad Kölleda.

## Deelnemende gemeenten
1. Beichlingen
2. Großneuhausen
3. Kleinneuhausen
4. Kölleda
5. Ostramondra
6. Rastenberg
7. Schillingstedt

Alperstedt ·
Andisleben ·
Büchel ·
Buttstädt ·
Eckstedt ·
Elxleben ·
Gangloffsömmern ·
Gebesee ·
Griefstedt ·
Großmölsen ·
Großneuhausen ·
Großrudestedt ·
Günstedt ·
Haßleben ·
Henschleben ·
Kindelbrück ·
Kleinmölsen ·
Kleinneuhausen ·
Kölleda ·
Markvippach ·
Nöda ·
Ollendorf ·
Ostramondra ·
Rastenberg ·
Riethgen ·
Riethnordhausen ·
Ringleben ·
Schloßvippach ·
Schwerstedt ·
Sömmerda ·
Sprötau ·
Straußfurt ·
Udestedt ·
Vogelsberg ·
Walschleben ·
Weißensee ·
Werningshausen ·
Witterda ·
Wundersleben